# Chippewa Falls
Chippewa Falls, pojmenované po Indiánech kmene Chippewa, je město nacházející se při řece Chippewa v Chippewa County v americkém státě Wisconsin. Má rozlohu 29,5 km² a žije zde 13 661 obyvatel (2000), v metropolitní oblasti pak 148 337 obyvatel (2000). Založeno bylo v roce 1869.